# Lymantriades xanthopoda
Lymantriades xanthopoda är en fjärilsart som beskrevs av Collenette 1947. Lymantriades xanthopoda ingår i släktet Lymantriades och familjen tofsspinnare. Inga underarter finns listade i Catalogue of Life.